# Hradiště (přírodní památka, okres Kladno)
Hradiště je přírodní památka mezi obcemi Dřínov, Zlonice a Bakov v okrese Kladno, východně od stejnojmenné kóty (297 m n. m.). Chráněné území zaujímá něco přes 500 metrů dlouhý a padesát metrů široký pruh v horní části stráně, která spadá k k jihu až jihovýchodu, do údolí Bakovského potoka. Východního okraje přírodní památky se dotýká silnice II/118 Slaný–Zlonice.

## Předmět ochrany
Důvodem ochrany je stanoviště teplomilných travinných a křovinných společenstev slínovcových strání, bohatá lokalita čičorky pochvaté (Coronilla vaginalis). Na svažitých stráních se nachází typická travnatá vegetace teplomilných trávníků s válečkou prapořitou (Brachypodium pinnatum), která je ve vlhkých místech střídána porosty s ledencem přímořským (Tetragonolubus maritimus) a na suchých místech s trávníkem s ostřicí nízkou (Carex humilis). Stepní společenstva slouží i jako refugium teplomilných druhů živočichů.